# Équipe de Madagascar féminine de handball
L'équipe de Madagascar féminine de handball est la sélection nationale représentant Madagascar dans les compétitions internationales de handball féminin.
La sélection est douzième des Jeux africains de 2011 à Maputo, troisième des Jeux des îles de l'océan Indien 2015 à La Réunion, onzième du Championnat d'Afrique des nations féminin de handball 2021 à Yaoundé et treizième du Championnat d'Afrique des nations féminin de handball 2022 à Dakar.